# بشتغل (أرومية)
بشتغل هي قرية في مقاطعة أرومية، إيران. يقدر عدد سكانها بـ 184 نسمة بحسب إحصاء 2016.